# کیرشتسل
کیرشتسل (به آلمانی: Kirchzell) یک منطقهٔ مسکونی در آلمان است که در Miltenberg واقع شده‌است.